# Euklideszi szerkesztés
A síkgeometria szerkesztési feladatainak olyan kivitelezését nevezzük euklideszi szerkesztésnek, amelynek során csak egyélű vonalzót és körzőt használunk, és ezeket is csak meghatározott módon.

## A szerkesztési feladat
A síkbeli szerkesztési feladatot általában a következőképpen lehet megfogalmazni:
Adva van bizonyos számú pont és olyan ponto(ka)t kell szerkeszteni, amely(ek) az adott pontokkal (és egymással) meghatározott viszonyban van(nak).
Csak a fogalmazást egyszerűsíti, ha adott pontok mellett/helyett adott egyenesek és/vagy körök, továbbá távolságok (szakaszok) szerepelnek. Ezek ugyanis megszerkeszthető alakzatoknak számítanak.

## Alapműveletek
1. A vonalzót két adott ponton átmenő egyenes megrajzolására használhatjuk.
2. A körzővel adott pont körül adott hosszú sugárral kört rajzolhatunk.
3. Két egyenes metszéspontját megjelölhetjük.
4. Egyenes és kör metszéspontját megjelölhetjük.
5. Két kör metszéspontját megjelölhetjük.
6. Két pont távolságát körzőnyílásba vehetjük. [forrás?].
Az 1. és 2. művelet Eukleidész posztulátumainak felel meg. Az első szerint „…minden pontból minden ponthoz legyen egyenes húzható”, a harmadik pedig megköveteli, hogy „…minden középponttal és távolsággal legyen kör rajzolható”. Ezért nevezzük e szerkesztési módott euklideszi-nek. A következő három alapművelet megfogalmazásában a „megjelölhetjük” azt fejezi ki, hogy ha az említett két vonalat az 1-2. művelettel megrajzoltuk (vagy adott volt valamelyik), akkor a vonalak metszését a szerkesztés következő lépéseiben mint adott pontot tekinthetjük. Hangsúlyozni kell, hogy csak metszéspontról van szó. Az egyenes és kör, vagy két kör érintési pontja nem jelölhető meg. Végül a 6. szerint önkényesen felvehetünk pontokat az adott és megszerkesztett pontokon kívül, ha ezek helyzete közömbös a feladat megoldása szempontjából.

## Megoldhatóság
Egy szerkesztési feladatot akkor mondunk euklideszi szerkesztéssel megoldhatónak, ha a fenti hat alapművelet véges számú ismétlésével elvégezhető. Már az ókori matematikusok találkoztak olyan feladatokkal, amelyre nem találtak euklideszi megoldást. Ilyenek például:
1. A kör négyszögesítése (a körrel azonos kerületű / területű négyzet szerkesztése).
2. A kocka térfogatának megkettőzése (déloszi probléma).
3. A szögharmadolás (tetszőleges szög harmadának szerkesztése).
4. Szabályos hétszög, és általában szabályos sokszögek szerkesztése.

Az euklideszi szerkeszthetőség kérdése elemi eszközökkel nem minden esetben dönthető el. Az analitikus (koordináta) geometria eszköztára azonban csak a 16. századtól áll rendelkezésre, s így egyik-másik klasszikus feladat az ókori tudomány számára nyitott kérdés maradt. A „bármi áron” való megoldás keresése közben egyrészt újabb eszközökkel próbálkoztak, másrészt a körző és a vonalzó másfajta (szabadabb) használatát engedték meg. A „megoldhatóság” elemzése sok új matematikai eredményt szült, s a vizsgálatok a síkról a gömbre és más felületekre, továbbá a nemeuklideszi terek síkjára és felületeire is kiterjedtek.

## Az elmélet és a gyakorlat
Mindkét eszköz bizonyos pontatlansággal bír. A vonalzó készítője is hibázhat, s a használat tovább ronthatja a sablont. A körző két szárát összekötő csap illesztése és a rögzítés jelenti az eszköz „Achilles-sarkát”. A pontosan kivitelezett szerkesztés a műszaki tervezés és a kivitelezés számára egyaránt fontos. Az euklideszi szerkesztés szigorúsága pedig a pontosságot nem szavatolja.
További problémát jelentenek az olyan esetek, amikor egyenesek és/vagy körök metszéspontja a rajzlapon kívülre esik, vagy amikor a megrajzolandó kör sugara nagyon nagy, vagy éppen kicsi és a körzőt nem lehet erre a távolságra beállítani.

## Megengedett eszközök
A gyakorlatban az euklideszi elvet megtartó, de a munkát leegyszerűsítő eszközök sora segíti a műszaki szerkesztőket. Néhány ezek közül:
1. Háromszög vonalzók derékszöggel és 
a. 45-45 fokos hegyesszögekkel,
b. 30-60 fokos hegyesszögekkel.
2. Fejesvonalzók
a. rajztáblán használható, T alakú fejjel,
b. jelöléshez használt, L alakú fejjel.
3. Rajzgépek elfordítható vonalzókkal.
4. Nullkörző (igen kis sugarú körökhöz)
Ezek az eszközök a triviális euklideszi szerkesztéseket rövidítik le. Például: a párhuzamosok, a merőlegesek szerkesztése egyszerűsödik.

## Kiegészítők
Néhány megoldhatatlan feladat közelítő kivitelezése a műszaki gyakorlatban elengedhetetlen. Ezekhez speciális eszközöket használnak. Ilyenek:
1. Osztókörző a (tetszőleges) körosztáshoz.
2. Görberajzoló eszközök
a. Görbék pontjainak kitűzéséhez.
b. Pontonként szerkesztett görbék ívének kihúzásához.
c. Speciális szerkezetek, pl. : ellipszis „körző”.
3. Vonalkázó (sraffozó), a műszaki rajzon a metszetek jelölésére.